# زراعة تجديدية

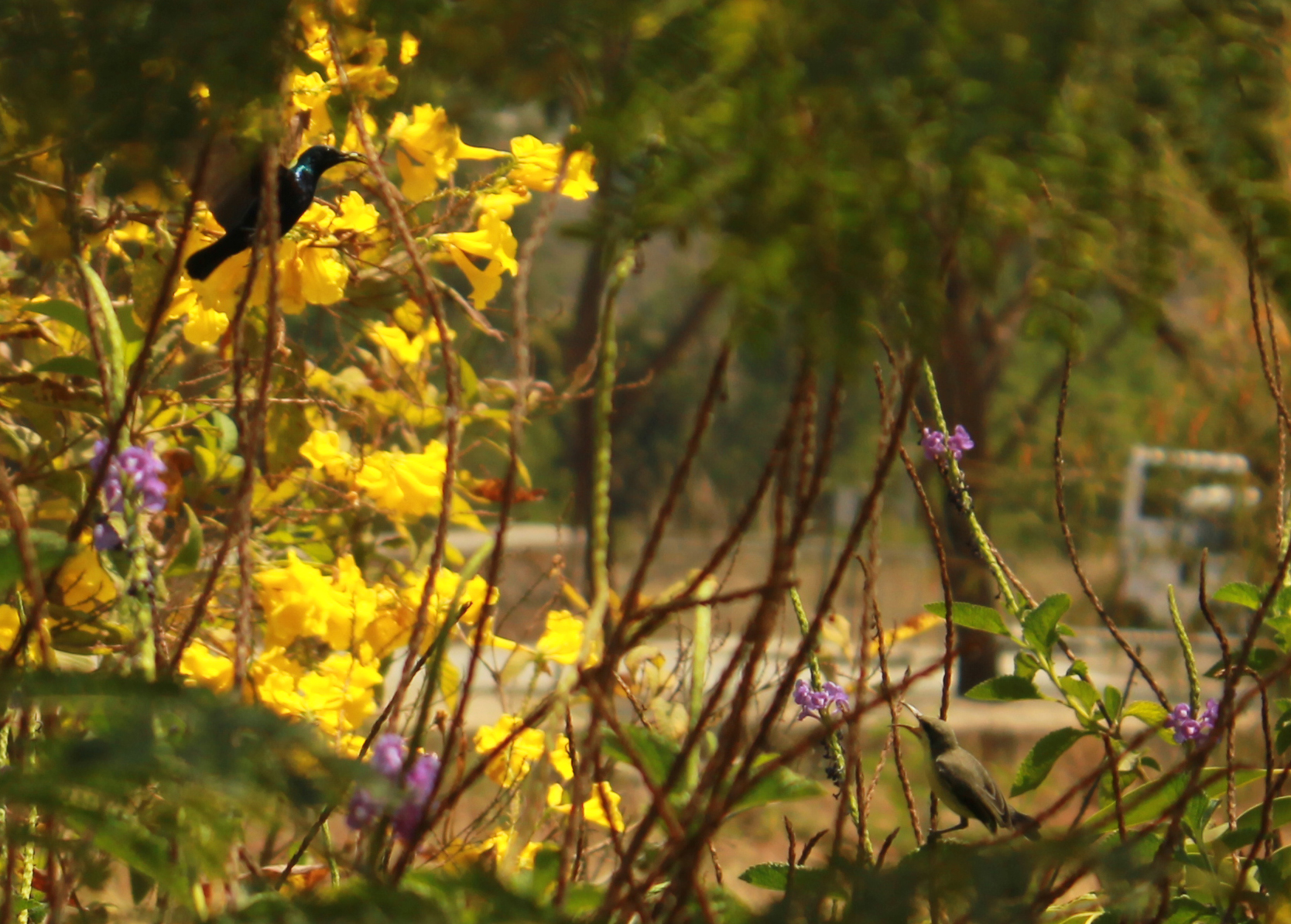
التنوع البيولوجي

الزراعة التجديدية هي نهج يهدف لإعادة تأهيل الأنظمة الغذائية والزراعة والحفاظ عليها. يركز هذا النهج على تجديد التربة السطحية، وزيادة التنوع البيولوجي،  وتحسين دورة المياه،  وتعزيز خدمات النظام البيئي، ودعم الترابط الحيوي، وزيادة المرونة في مواجهة التغيرالمناخي، وتقوية صحة وحيوية التربة الزراعية. تشمل ممارسات هذا النهج إعادة تدوير أكبر قدر ممكن من نفايات المزرعة وإضافة القليل من الأسمدة الطبيعية من مصادر خارج المزرعة.
عادة ما تقوم الزراعة التجديدية في المزارع الصغيرة والحدائق على فلسفات مثل الزراعة المعمرة، وعلم البيئة الزراعي، والحراجة الزراعية، والترميم البيئي، وتصميم كيلاين keyline، والإدارة الشاملة. فيما تميل المزارع الكبيرة إلى أن تكون أقل ارتباطاً بالفلسفة، وغالباً ما تستخدم ممارسات «عدم الحراثة» أو الحراثة بالحد الأدنى.
تقول الزراعة التجديدية أنه يجب أن يزداد العائد بمرور الوقت. ذلك أنه مع تعمق التربة السطحية، سيزداد الإنتاج وتقل الحاجة إلى إضافة سماد خارجي. ويعتمد الإنتاج الفعلي على محتوى التربة وهيكلها والقيمة الغذائية الموجودة في مواد التسميد التي تحتويها التربة.

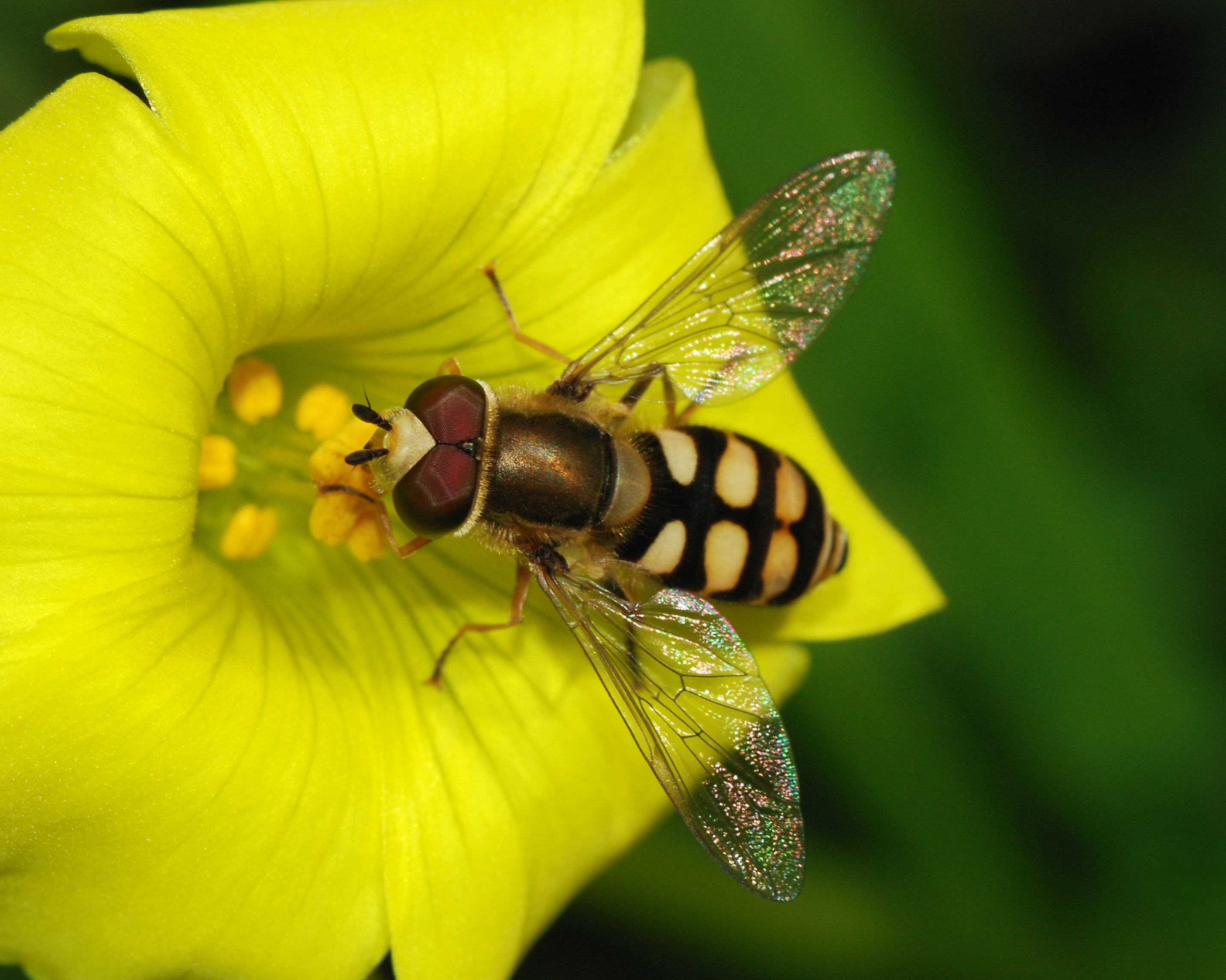
السيرفيدية أو ذبابة الزهور أثناء عملها

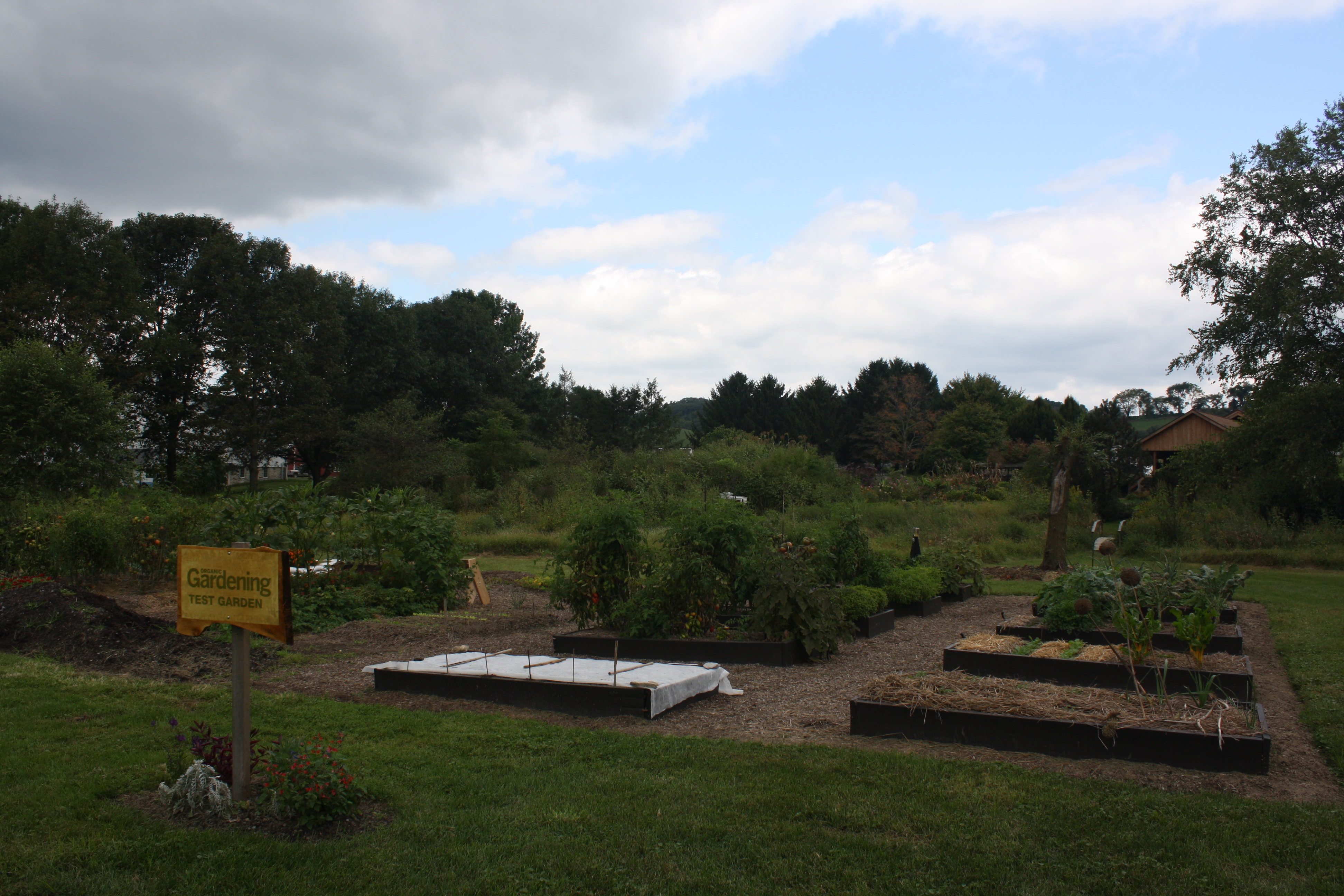
معهد رودال، حديقة تجريبية

تعتمد الزراعة التجديدية على مختلف الممارسات الزراعية والبيئية، مع التركيز بشكل خاص على الحد من إزعاج التربة وممارسة التسميد. وقد كان لدى الدكتور ماينارد موراي أفكاراً مماثلة باستخدام المعادن البحرية. وقد أدت أعماله إلى ابتكارات في ممارسات عدم الحراثة، مثل القطع والنشارة (رش النشارة أو بقايا الأشجار والنباتات فوق التربة) في المناطق الاستوائية. وتغطية التربة بالنشارة هي ممارسة زراعية تجديدية تخنق الأعشاب الضارة وتضيف مغذيات إلى التربة أسفلها.

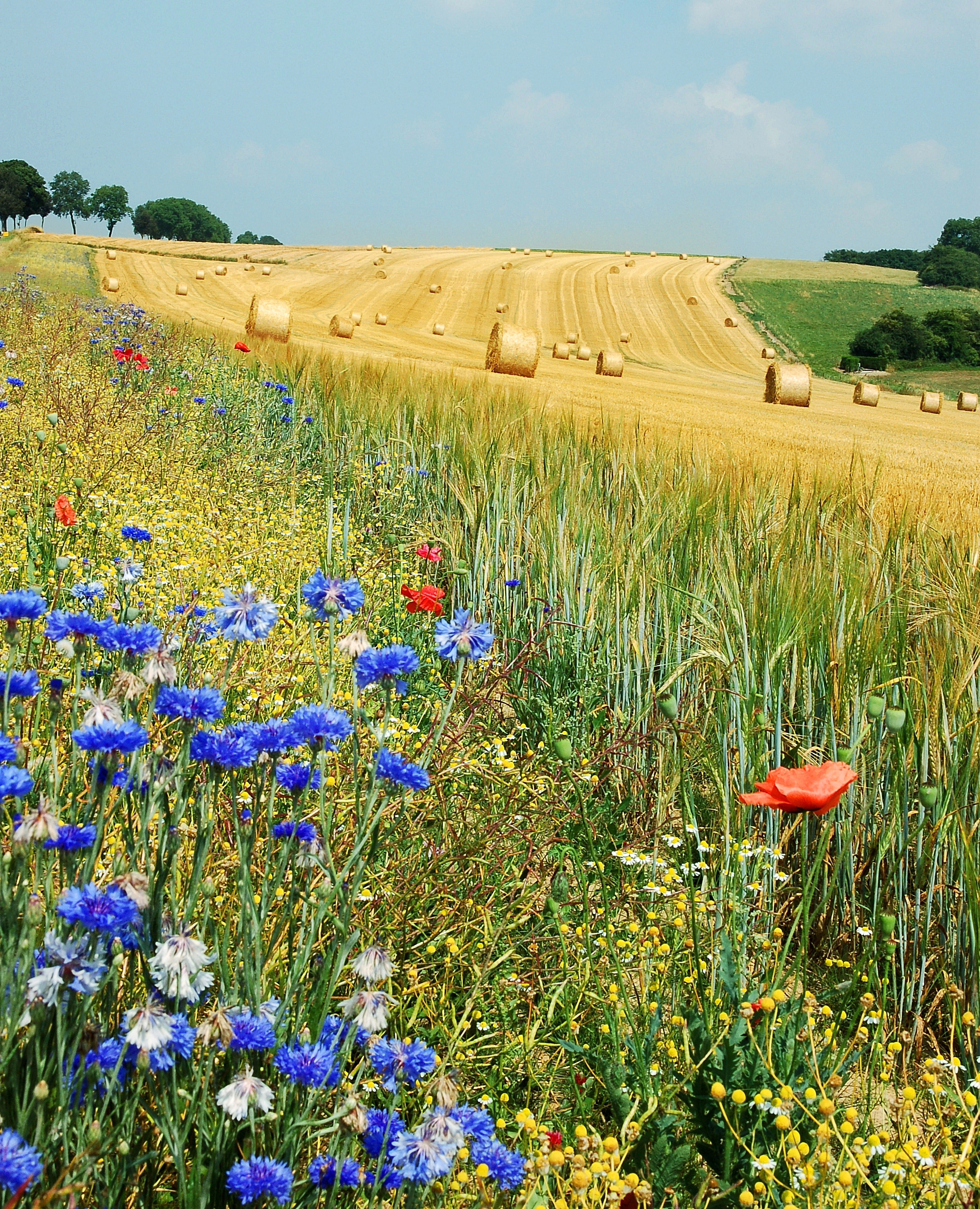
حقل هامويس في بلجيكا

في أوائل الثمانينيات، بدأ معهد رودال في استخدام مصطلح «الزراعة التجديدية». وشكلت دار نشر رودال جمعية الزراعة التجديدية، التي بدأت في نشر كتب الزراعة التجديدية في عامي 1987 و 1988.
إلا أن المعهد توقف عن استخدام المصطلح في أواخر الثمانينيات، ولم يعد المصطلح للظهور إلا بشكل متقطع (في 2005 و2008)، إلى أن أصدروا ورقة بيضاء عام 2014، بعنوان «الزراعة العضوية التجديدية وتغير المناخ». ذُكر في ملخص الورقة: «استطعنا حجز أكثر من 100٪ من المستويات الحالية السنوية لانبعاثات CO 2 مع التحول إلى مارسات الإدارة العضوية الشائعة وغير المكلفة، وهو ما نصطلح عليه باسم 'الزراعة العضوية التجديدية'». ووصفت الورقة ممارسات زراعية مثل تناوب المحاصيل، واستخدام السماد العضوي، وتقليل الحرث، وهي ممارسات تشبه أساليب الزراعة العضوية.

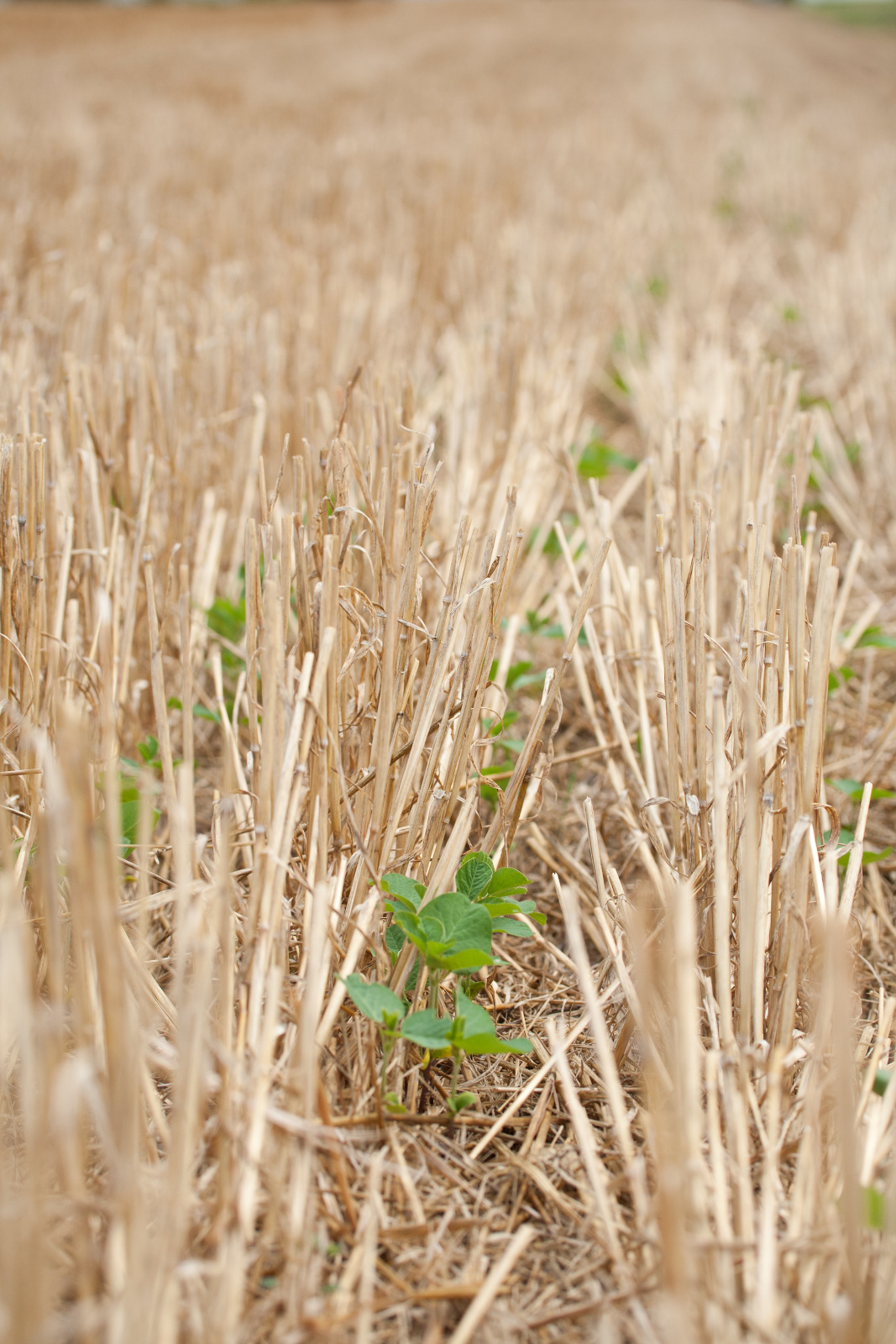
تظهر نباتات فول الصويا المزروعة حديثًا بين بقايا محصول القمح السابق. توضح الصورة تناوب المحاصيل وعدم الحراثة.

وثق ستورم كننغهام بداية ما أسماه «الزراعة الإصلاحية» في كتابه الأول، اقتصاد التجديد. عرّف كننغهام الزراعة الإصلاحية على أنها تقنية تعيد بناء كمية ونوعية التربة السطحية، مع استعادة التنوع البيولوجي المحلي (خاصة الملقحات المحلية) ووظيفة مستجمعات المياه. كانت الزراعة التجديدية أحد القطاعات الثمانية لصناعات أو تخصصات التنمية الإصلاحية في اقتصاد التجديد.

## الزراعة التجديدية منذ عام 2010
نشر تشارلز ماسي كتاباً يصف فيه الزراعة التجديدية كمنقذ للأرض.
ألقى آلان سيفوري محاضرة في تيد (TED) عام 2013 حول مكافحة تغيُر المناخ وعكس مساره. كما أنشأ معهد سيفوري بهدف تثقيف أصحاب المزارع حول أساليب الإدارة الشاملة للأراضي.
أطلق آبي كولينز منصة لاندستريم LandStream لمراقبة أداء النظام البيئي في مزارع الزراعة التجديدية ومساعدة الناس على تنمية مستجمعات مياه عميقة على سطح التربة.
نشر إيريك تونسمير كتاباً عن هذا الموضوع في عام 2016.

## مبادئ الزراعة التجديدية
- زيادة خصوبة التربة.
- العمل مع أنظمة كاملة (بشكل شمولي)، وليس مع أجزاء معزولة، لإجراء تغييرات على أجزاء معينة.
- تحسين النظم البيئية الزراعية بأكملها (التربة والمياه والتنوع البيولوجي).
- ربط المزرعة بالنظام البيئي الزراعي الأكبر وبمنطقتها.
- اتخاذ قرارات شاملة تعبر عن قيمة المساهمين في المزرعة.
- كل شخص مهم وكل مزرعة مهمة.
- تأكد من أن جميع أصحاب المصلحة لديهم علاقات عادلة ومتبادلة.
- يمكن أن يكون الدفع مالياً أو روحياً أو اجتماعياً أو بيئياً (رأس مال متعدد). يمكن أن تكون العلاقات «غير خطية» (غير متبادلة): إذا لم تحصل على أجر، يمكن أن تحصل في المستقبل على «رأس مال» آخر من قبل أطراف غير مرتبطة.
- تنمية وتطوير الأفراد والمزارع والمجتمعات باستمرار.
- تطوير علم البيئة الزراعية باستمرار.
- الزراعة تؤثر على العالم.

## الممارسات
تشمل الممارسات على سبيل المثال لا الحصر:
- تصميم الزراعة المستدامة
- تربية الأحياء المائية [26]
- الإيكولوجيا الزراعية
- الحراجة الزراعية [3]
- شبكة التربة الغذائية
- الثروة الحيوانية: الرعي المُدار بشكل جيد، [5] تكامل الحيوانات والرعي المدار بشكل شامل
- إستراتيجية الإهمال الشامل والمطلق (STUN)
- تصميم كلاين لتقليب باطن الأرض دون سطحها
- الزراعة المحافظة على الموارد، والزراعة دون حرث، والحد الأدنى من الحرث، ومحاصيل المراعي
- محاصيل التغطية ومحاصيل التغطية متعددة الأنواع.
- المحاصيل العضوية السنوية وتناوب المحاصيل
- سماد عضوي، وشاي السماد العضوي، وروث الحيوانات والسماد الحراري
- الزراعة التسلسلية الطبيعية
- تغذية المواشي بزراعة العلف
- الزراعة المتعددة الأنواع والغرس المتعاقب للمزارع المتعددة وبين المحاصيل
- زراعة الحدود بما يناسب لتوطين الملقحات والحشرات المفيدة الأخرى
- الفحم الحيوي / تيرا بريتا
- تربية الأحياء المائية البيئية
- المحاصيل المعمرة
- سيلفوباستور
- شبكات الغذاء البديلة (AFNs)، التي تُعرّف عادة بسمات مثل القرب المكاني بين المزارعين والمستهلكين.[27]
- الحدائق المنزلية، للتخفيف من الآثار السلبية للصدمات الغذائية العالمية وتقلبات أسعار الغذاء. وبالتالي، هناك اهتمام كبير بالحدائق المنزلية كاستراتيجية لتعزيز الأمن الغذائي والتغذية للأسر.[28]
- إعادة زراعة الخضروات لإعادة التدوير والحياة المستدامة.[29]

## الانتقادات
تم انتقاد بعض الادعاءات التي قدمها أنصار الزراعة التجديدية على أنها مبالغ فيها وغير مدعومة بأدلة من قبل بعض أعضاء المجتمع العلمي.
قال ألان سافوري، أحد المؤيدين المشهورين للزراعة التجديدية، في حديثه على منصة تيد (TED): «إن الرعي الشامل يمكن أن يخفض مستويات ثاني أكسيد الكربون إلى مستويات ما قبل الثورة الصناعية خلال فترة 40 عاماً». فيما تقول مدونة المناخ العلمية سكيبتيكال ساينس Skeptical Science: «لا يمكن زيادة الإنتاجية وزيادة أعداد الماشية وحجز الكربون باستخدام أي إستراتيجية للرعي، ناهيك عن الإدارة الشاملة [. . . ] أجريت دراسات طويلة المدى حول تأثير الرعي على تخزين كربون في التربة من قبل، والنتائج ليست واعدة. [. . . ] بسبب الطبيعة المعقدة لتخزين الكربون في التربة، وزيادة درجة الحرارة على المستوى العالمي، وخطر التصحر وانبعاثات غاز الميثان من الثروة الحيوانية، فمن غير المرجح أن الإدارة الشاملة، أو أي أسلوب إدارة، يمكن أن يعكس تغير المناخ».
وفقًا لدراسة أجريت عام 2016 ونشرتها جامعة أوبسالا، فإن المعدل الفعلي الذي يمكن أن تسهم به إدارة الرعي المحسنة في حجز الكربون أقل بسبع مرات من الادعاءات التي ساقها سيفوري. وخلصت الدراسة إلى أن الإدارة الشاملة لا يمكن أن تعكس تغير المناخ. وانتهت دراسة أخرى أجرتها شبكة أبحاث الغذاء والمناخ عام 2017 إلى أن ادعاءات سافوري حول عزل الكربون «غير واقعية» ومختلفة تماماً عن نتائج تلك الصادرة عن مراجعات أقرانه ودراساتهم.